# Біркір Б'яднасон
Заголовок цієї статті — це ісландське ім'я, де Біркір — особове ім'я, а Б'яднасон — ім'я по батькові. 
Біркір Б'яднасон (ісл. Birkir Bjarnason; нар. 27 травня 1988, Акурейрі) — ісландський футболіст, півзахисник збірної Ісландії та турецької «Адани Демірспор».
Автор історичного першого голу збірної Ісландії у фінальних частинах великих міжнародних турнірів, забитого на Євро-2016.

## Клубна кар'єра
Народився 27 травня 1988 року в місті Акурейрі. Вихованець юнацьких команд футбольних клубів «Тор», «Акурейрі», «Austrått» та «Figgjo».
У дорослому футболі дебютував 2005 року виступами за норвезький «Вікінг», в якому провів три сезони, взявши участь у 22 матчах чемпіонату.
Протягом сезону 2008 року на правах оренди захищав кольори «Буде-Глімта».
Після повернення до «Вікінга» в кінці 2008 року став основним півзахисником команди. Цього разу відіграв за команду зі Ставангера наступні три сезони своєї ігрової кар'єри.
На початку 2011 року перейшов в бельгійський «Стандард» (Льєж).
До складу італійської «Пескари» приєднався влітку 2012 року на правах оренди, а в кінці року за 1,25 млн доларів став повноцінним гравцем «Пескари». Грав за пескарський клуб до літа 2015 року з перервою на виступи за клуб «Сампдорія» у серпні 2013 — червні 2014.
Влітку 2015 року на півтора сезони став гравцем швейцарського «Базеля», у складі якого в сезоні 2015/16 став чемпіоном Швейцарії.
На початку 2017 року приєднався до клубу англійського другого дивізіону «Астон Вілла».
2019 рік Біркір провів у катарському клубі «Аль-Арабі».
Після чого повернувся до Європи, де підписав контракт з італійським клубом «Брешія».

## Виступи за збірні
2004 року дебютував у складі юнацької збірної Ісландії, взяв участь у 21 іграх на юнацькому рівні, відзначившись 5 забитими голами.
Протягом 2006–2011 років залучався до складу молодіжної збірної Ісландії у складі якої був учасником молодіжного Євро-2011. Всього на молодіжному рівні зіграв у 25 офіційних матчах, забив 3 голи.
29 травня 2010 року дебютував в офіційних матчах у складі національної збірної Ісландії. 2016 року був учасником тогорічного чемпіонату Європи та одним зі співавторів «ісландського дива» — новачок фінальних частин великих міжнародних турнірів Ісландія не лише подолала груповий етап, але й здолала на стадії 1/8 фіналу збірну Англії. Біркір на Євро-2016 став автором двох голів, перший з яких не лише приніс його команді нічию 1:1 у першому матчі групового етапу проти майбутніх переможців турніру португальців, але й став історичним першим голом ісландців у фінальних частинах великих міжнародних турнірів.
Після Євро-2016 Ісландія продовжила показувати високі результати і успішно кваліфікувалася до фінальної частини чемпіонату світу 2018 року, до заявки збірної на який Біркіра було включено у травні 2018. 
Наразі провів у формі головної команди країни 65 матчів, забивши 9 голів.

## Статистика виступів

### Статистика клубних виступів
Станом на 15 травня 2018 року
| Сезон                   | Клуб                    | Чемпіонат               | Чемпіонат | Чемпіонат | Національний кубок | Національний кубок | Національний кубок | Континентальні кубки | Континентальні кубки | Континентальні кубки | Суперкубок | Суперкубок | Суперкубок | Усього | Усього |
| Сезон                   | Клуб                    | Ліга                    | Ігор      | Голів     | Ліга               | Ігор               | Голів              | Ліга                 | Ігор                 | Голів                | Ліга       | Ігор       | Голів      | Ігор   | Голів  |
| ----------------------- | ----------------------- | ----------------------- | --------- | --------- | ------------------ | ------------------ | ------------------ | -------------------- | -------------------- | -------------------- | ---------- | ---------- | ---------- | ------ | ------ |
| 2005                    | «Вікінг»                | Т                       | 0         | 0         | КН                 | 0                  | 0                  | КУЄФА                | 1                    | 0                    | —          | —          | —          | 1      | 0      |
| 2006                    | «Вікінг»                | Т                       | 16        | 1         | КН                 | 2                  | 0                  | —                    | —                    | —                    | —          | —          | —          | 18     | 1      |
| 2007                    | «Вікінг»                | Т                       | 6         | 0         | КН                 | 1                  | 0                  | —                    | —                    | —                    | —          | —          | —          | 7      | 0      |
| 2008                    | «Буде-Глімт»            | Т                       | 22        | 5         | КН                 | 4                  | 0                  | —                    | —                    | —                    | —          | —          | —          | 26     | 5      |
| 2009                    | «Вікінг»                | Т                       | 30        | 7         | КН                 | 3                  | 0                  | —                    | —                    | —                    | —          | —          | —          | 33     | 7      |
| 2010                    | «Вікінг»                | Т                       | 25        | 8         | КН                 | 5                  | 2                  | —                    | —                    | —                    | —          | —          | —          | 30     | 10     |
| 2011                    | «Вікінг»                | Т                       | 25        | 0         | КН                 | 5                  | 1                  | —                    | —                    | —                    | —          | —          | —          | 30     | 1      |
| Усього за «Вікінг»      | Усього за «Вікінг»      | Усього за «Вікінг»      | 102       | 16        |                    | 16                 | 3                  |                      | 1                    | 0                    |            | —          | —          | 119    | 19     |
| 2011-12                 | «Стандард» (Льєж)       | ПЛ                      | 16        | 0         | КБ                 | 1                  | 0                  | ЛЄ                   | 3                    | 0                    | —          | —          | —          | 20     | 0      |
| 2012–13                 | «Пескара»               | A                       | 24        | 2         | КІ                 | 1                  | 0                  | -                    | -                    | -                    | -          | -          | -          | 25     | 2      |
| серп. 2013              | «Пескара»               | B                       | 1         | 0         | КІ                 | 2                  | 0                  | -                    | -                    | -                    | -          | -          | -          | 3      | 0      |
| серп. 2013–14           | «Сампдорія»             | A                       | 14        | 0         | КІ                 | 2                  | 1                  | -                    | -                    | -                    | -          | -          | -          | 16     | 1      |
| 2014–15                 | «Пескара»               | B                       | 35+4      | 10+2      | КІ                 | 3                  | 0                  | -                    | -                    | -                    | -          | -          | -          | 42     | 12     |
| Усього за «Пескару»     | Усього за «Пескару»     | Усього за «Пескару»     | 60+4      | 12+2      |                    | 6                  | 0                  |                      | -                    | -                    |            | -          | -          | 70     | 14     |
| 2015–16                 | «Базель»                | СЛ                      | 29        | 10        | КШ                 | 1                  | 0                  | ЛЧ+ЛЄ                | 4+10                 | 1+2                  | -          | -          | -          | 44     | 13     |
| 2016-січ. 2017          | «Базель»                | СЛ                      | 13        | 4         | КШ                 | 2                  | 0                  | ЛЧ                   | 5                    | 0                    | -          | -          | -          | 20     | 4      |
| Усього за «Базель»      | Усього за «Базель»      | Усього за «Базель»      | 42        | 14        |                    | 3                  | 0                  |                      | 19                   | 3                    |            | -          | -          | 64     | 17     |
| січ.-черв. 2017         | «Астон Вілла»           | ЧФЛ                     | 8         | 0         | КА+КЛ              | 0+0                | 0                  | -                    | -                    | -                    | -          | -          | -          | 8      | 0      |
| 2017–18                 | «Астон Вілла»           | ЧФЛ                     | 21        | 3         | КА+КЛ              | 1+3                | 1                  | -                    | -                    | -                    | -          | -          | -          | 25     | 4      |
| Усього за «Астон Віллу» | Усього за «Астон Віллу» | Усього за «Астон Віллу» | 29        | 3         |                    | 4                  | 1                  |                      | -                    | -                    |            | -          | -          | 33     | 4      |
| Усього за кар'єру       | Усього за кар'єру       | Усього за кар'єру       | 279+10    | 52        |                    | 36                 | 5                  |                      | 23                   | 3                    |            | -          | -          | 348    | 60     |

### Статистика виступів за збірну
Станом на 15 травня 2018 року
| Дата       | Місто            | Господарі  | Результат | Гості             | Турнір                | Голи | Примітки                                         |
| ---------- | ---------------- | ---------- | --------- | ----------------- | --------------------- | ---- | ------------------------------------------------ |
| 29-5-2010  | Рейк'явік        | Ісландія   | 4 – 0     | Андорра           | товариський матч      | -    |                                                  |
| 3-9-2010   | Рейк'явік        | Ісландія   | 1 – 2     | Норвегія          | Відбір до ЧЄ 2012     | -    | 76'                                              |
| 7-9-2010   | Копенгаген       | Данія      | 1 – 0     | Ісландія          | Відбір до ЧЄ 2012     | -    | 90+2'                                            |
| 17-11-2010 | Тель-Авів-Яфо    | Ізраїль    | 3 – 2     | Ісландія          | товариський матч      | -    | 78'                                              |
| 26-3-2011  | Нікосія          | Кіпр       | 0 – 0     | Ісландія          | Відбір до ЧЄ 2012     | -    | 90+1'                                            |
| 10-8-2011  | Будапешт         | Угорщина   | 4 – 0     | Ісландія          | товариський матч      | -    |                                                  |
| 2-9-2011   | Осло             | Норвегія   | 1 – 0     | Ісландія          | Відбір до ЧЄ 2012     | -    | 90'                                              |
| 6-9-2011   | Рейк'явік        | Ісландія   | 1 – 0     | Кіпр              | Відбір до ЧЄ 2012     | -    | 17' - 84'                                        |
| 7-10-2011  | Порту            | Португалія | 5 – 3     | Ісландія          | Відбір до ЧЄ 2012     | -    |                                                  |
| 29-2-2012  | Подгориця        | Чорногорія | 2 – 1     | Ісландія          | товариський матч      | -    | 74'                                              |
| 27-5-2012  | Валансьєнн       | Франція    | 3 – 2     | Ісландія          | товариський матч      | 1    |                                                  |
| 30-5-2012  | Гетеборг         | Швеція     | 3 – 2     | Ісландія          | товариський матч      | -    | 80'                                              |
| 15-8-2012  | Рейк'явік        | Ісландія   | 2 – 0     | Фарерські острови | товариський матч      | -    | 17'                                              |
| 7-9-2012   | Рейк'явік        | Ісландія   | 2 – 0     | Норвегія          | Відбір до ЧС 2014     | -    |                                                  |
| 11-9-2012  | Ларнака          | Кіпр       | 1 – 0     | Ісландія          | Відбір до ЧС 2014     | -    |                                                  |
| 12-10-2012 | Тирана           | Албанія    | 1 – 2     | Ісландія          | Відбір до ЧС 2014     | 1    | 85'                                              |
| 16-10-2012 | Рейк'явік        | Ісландія   | 0 – 2     | Швейцарія         | Відбір до ЧС 2014     | -    |                                                  |
| 14-11-2012 | Андорра-ла-Велья | Андорра    | 0 – 2     | Ісландія          | товариський матч      | -    |                                                  |
| 6-2-2013   | Рейк'явік        | Ісландія   | 0 – 2     | Росія             | товариський матч      | -    |                                                  |
| 22-3-2013  | Любляна          | Словенія   | 1 – 2     | Ісландія          | Відбір до ЧС 2014     | -    |                                                  |
| 7-6-2013   | Рейк'явік        | Ісландія   | 2 – 4     | Словенія          | Відбір до ЧС 2014     | 1    |                                                  |
| 14-8-2013  | Рейк'явік        | Ісландія   | 1 – 0     | Фарерські острови | товариський матч      | -    |                                                  |
| 6-9-2013   | Берн             | Швейцарія  | 4 – 4     | Ісландія          | Відбір до ЧС 2014     | -    |                                                  |
| 10-9-2013  | Рейк'явік        | Ісландія   | 2 – 1     | Албанія           | Відбір до ЧС 2014     | 1    |                                                  |
| 11-10-2013 | Рейк'явік        | Ісландія   | 2 – 0     | Кіпр              | Відбір до ЧС 2014     | -    |                                                  |
| 15-10-2013 | Осло             | Норвегія   | 1 – 1     | Ісландія          | Відбір до ЧС 2014     | -    |                                                  |
| 15-11-2013 | Рейк'явік        | Ісландія   | 0 – 0     | Хорватія          | Відбір до ЧС 2014     | -    |                                                  |
| 19-11-2013 | Загреб           | Хорватія   | 2 – 0     | Ісландія          | Відбір до ЧС 2014     | -    |                                                  |
| 5-3-2014   | Кардіфф          | Уельс      | 3 – 1     | Ісландія          | товариський матч      | -    | 46'                                              |
| 30-5-2014  | Інсбрук          | Австрія    | 1 – 1     | Ісландія          | товариський матч      | -    | 79'                                              |
| 4-6-2014   | Рейк'явік        | Ісландія   | 1 – 0     | Естонія           | товариський матч      | -    |                                                  |
| 9-9-2014   | Рейк'явік        | Ісландія   | 3 – 0     | Туреччина         | Відбір до ЧЄ 2016     | -    | 70'                                              |
| 10-10-2014 | Рига             | Латвія     | 0 – 3     | Ісландія          | Відбір до ЧЄ 2016     | -    |                                                  |
| 13-10-2014 | Рейк'явік        | Ісландія   | 2 – 0     | Нідерланди        | Відбір до ЧЄ 2016     | -    |                                                  |
| 12-11-2014 | Брюссель         | Бельгія    | 3 – 1     | Ісландія          | товариський матч      | -    | 46'                                              |
| 16-11-2014 | Плзень           | Чехія      | 2 – 1     | Ісландія          | Відбір до ЧЄ 2016     | -    | 77'                                              |
| 28-3-2015  | Астана           | Казахстан  | 0 – 3     | Ісландія          | Відбір до ЧЄ 2016     | 2    |                                                  |
| 12-6-2015  | Рейк'явік        | Ісландія   | 2 – 1     | Чехія             | Відбір до ЧЄ 2016     | -    |                                                  |
| 3-9-2015   | Амстердам        | Нідерланди | 0 – 1     | Ісландія          | Відбір до ЧЄ 2016     | -    |                                                  |
| 6-9-2015   | Рейк'явік        | Ісландія   | 0 – 0     | Казахстан         | Відбір до ЧЄ 2016     | -    |                                                  |
| 10-10-2015 | Рейк'явік        | Ісландія   | 2 – 2     | Латвія            | Відбір до ЧЄ 2016     | -    |                                                  |
| 13-10-2015 | Конья            | Туреччина  | 1 – 0     | Ісландія          | Відбір до ЧЄ 2016     | -    |                                                  |
| 13-11-2015 | Варшава          | Польща     | 4 – 2     | Ісландія          | товариський матч      | -    | 46'                                              |
| 17-11-2015 | Жиліна           | Словаччина | 3 – 1     | Ісландія          | товариський матч      | -    | 10'                                              |
| 24-3-2016  | Гернінг          | Данія      | 2 – 1     | Ісландія          | товариський матч      | -    | 72'                                              |
| 29-3-2016  | Афіни            | Греція     | 2 – 3     | Ісландія          | товариський матч      | -    | 46' - 56'                                        |
| 1-6-2016   | Осло             | Норвегія   | 3 – 2     | Ісландія          | товариський матч      | -    | 46'                                              |
| 14-6-2016  | Сент-Етьєн       | Португалія | 1 – 1     | Ісландія          | ЧЄ 2016 - 1-й етап    | 1    | 1-й гол збірної в історії чемпіонатів Європи 55' |
| 18-6-2016  | Марсель          | Ісландія   | 1 – 1     | Угорщина          | ЧЄ 2016 - 1-й етап    | -    |                                                  |
| 22-6-2016  | Сен-Дені         | Ісландія   | 2 – 1     | Австрія           | ЧЄ 2016 - 1-й етап    | -    |                                                  |
| 27-6-2016  | Ніцца            | Англія     | 1 – 2     | Ісландія          | ЧЄ 2016 - 1/8 фіналу  | -    |                                                  |
| 3-7-2016   | Сен-Дені         | Франція    | 5 – 2     | Ісландія          | ЧЄ 2016 - чвертьфінал | 1    | 58'                                              |
| 5-9-2016   | Київ             | Україна    | 1 – 1     | Ісландія          | Відбір до ЧС 2018     | -    | 75'                                              |
| 6-10-2016  | Рейк'явік        | Ісландія   | 3 – 2     | Фінляндія         | Відбір до ЧС 2018     | -    |                                                  |
| 9-10-2016  | Рейк'явік        | Ісландія   | 2 – 0     | Туреччина         | Відбір до ЧС 2018     | -    | 76' - 86'                                        |
| 12-11-2016 | Загреб           | Хорватія   | 2 – 0     | Ісландія          | Відбір до ЧС 2018     | -    |                                                  |
| 15-11-2016 | Та-Калі          | Мальта     | 0 – 2     | Ісландія          | товариський матч      | -    | 58'                                              |
| 11-6-2017  | Рейк'явік        | Ісландія   | 1 – 0     | Хорватія          | Відбір до ЧС 2018     | -    | 81'                                              |
| 2-9-2017   | Тампере          | Фінляндія  | 1 – 0     | Ісландія          | Відбір до ЧС 2018     | -    |                                                  |
| 5-9-2017   | Рейк'явік        | Ісландія   | 2 – 0     | Україна           | Відбір до ЧС 2018     | -    |                                                  |
| 6-10-2017  | Ескішехір        | Туреччина  | 0 – 3     | Ісландія          | Відбір до ЧС 2018     | 1    |                                                  |
| 8-11-2017  | Доха             | Ісландія   | 1 – 2     | Чехія             | товариський матч      | -    | 60'                                              |
| Усього     |                  | Матчів     | 63        |                   | Голів                 | 9    |                                                  |

## Титули і досягнення
- Чемпіон Швейцарії (1):

«Базель»: 2015-2016